# سینما شهر تماشا
سینما شهر تماشا از سینماهای تهران بود که در سال ۱۳۵۲ با ظرفیتی بالغ بر ۶۴۰ نفر و در دو سالن افتتاح گردید. بنیاد خیریه کامرانی سینما شهر تماشا را، مانند سینما مرکزی و بعد از سینما مرکزی، در سال ۱۳۵۲، در دو طبقه ساخت. این سینما که در ضلع جنوب غربی میدان انقلاب قرار دارد در سال ۱۳۶۷، بازسازی کامل شده است. درجه ارزش گذاری سینما ممتاز است. سالن یک، ۴۶۰ صندلی و سالن دو، ۱۸۰ صندلی دارد. این سینما که دارای درجه کیفی "ممتاز" می‌باشد.
در حال حاضر سالن‌های این سینما که در مجاورت سینما مرکزی قرار دارند به سالن‌های ۴ و ۵ سینما مرکزی تبدیل شده‌اند.